# اویاما توموماسا
اویاما توموماسا (انگلیسی: Oyama Tomomasa؛ ۱۱۵۵ – ۱۵ مه ۱۲۳۸) بوشی  ارباب سامورایی , گوکه‌نین  اهل ژاپن بود.